# Anoljning
Anoljning är en metod att anbringa ett tunn oljefilm på en stålyta för att ge ett visst rostskydd. Anoljning sker genom att inolja stålytan det med lämplig olja, och därefter omedelbart omsorgsfullt breda ut och torkar av oljan med exempelvis trassel eller torkduk. Kvar blir då en ytterst tunn oljefilm, som håller fukt borta och därmed hindrar rostangrepp.